# Yvette (Fluss)
Die Yvette ist ein Fluss in Frankreich, der in der Region Île-de-France verläuft. Sie entspringt im Gemeindegebiet von Les Essarts-le-Roi, im Regionalen Naturpark Haute Vallée de Chevreuse. Die Yvette entwässert generell in östlicher Richtung und mündet nach rund 39 Kilometern bei Épinay-sur-Orge als linker Nebenfluss in die Orge. Auf seinem Weg durchquert der Fluss die Départements Yvelines und Essonne. Sein Unterlauf führt im Großraum von Paris durch ein dicht besiedeltes Gebiet.

## Orte am Fluss
- Dampierre-en-Yvelines
- Chevreuse
- Saint-Rémy-lès-Chevreuse
- Gif-sur-Yvette
- Bures-sur-Yvette
- Orsay
- Villebon-sur-Yvette
- Palaiseau
- Longjumeau
- Savigny-sur-Orge
- Épinay-sur-Orge